# Gomphichis
Gomphichis là một chi thực vật có hoa trong họ, Orchidaceae.